# Alloxysta tscheki
Alloxysta tscheki är en stekelart som först beskrevs av Giraud 1860.  Alloxysta tscheki ingår i släktet Dilyta, och familjen glattsteklar. Arten är reproducerande i Sverige.